# Payback (2017)
Payback (2016) — щорічне pay-per-view шоу «Payback», що проводиться федерацією реслінгу WWE від арени RAW. Шоу відбулося 30 квітня 2017 року у SAP Center в місті Сан-Хосе (Каліфорнія), США). Це було п'яте шоу в історії Payback. Вісім матчів відбулися під час шоу, один з них перед показом.